# Cantonul Limonest
Cantonul Limonest este un canton din arondismentul Lyon, departamentul Rhône, regiunea Rhône-Alpes, Franța.

## Comune
- Chasselay
- Les Chères
- Civrieux-d'Azergues
- Collonges-au-Mont-d'Or
- Limonest (reședință)
- Lissieu
- Marcilly-d'Azergues
- Saint-Cyr-au-Mont-d'Or
- Saint-Didier-au-Mont-d'Or